# La Reina del Sur
La Reina del Sur es la decimotercera novela del autor español Arturo Pérez-Reverte, publicada en 2002. 
La novela narra la vida de María Teresa Mendoza, una chica mexicana, nacida en Sinaloa, que de vida o muerte se traslada a vivir a España, donde se envuelve en las redes del contrabando y narcotráfico. La historia muestra, aparte de su vida, sus deseos, ilusiones, amores e incluso sus negocios ilícitos en su nueva patria, sin dejar atrás sus raíces mexicanas.

## Argumento
La historia comienza en Culiacán, donde Teresa recibe una llamada en la cual se entera de que el Güero, su novio, fue asesinado. Tras eso, corre a la capilla de Malverde, donde queda en citarse con Don Epifanio Vargas, ella le entrega una agenda del Güero a cambio de su vida, y éste la envía a España.
Melilla, ciudad autónoma española ubicada en la costa norafricana, fue el destino elegido por la protagonista entre los dos lugares discretos ofrecidos por el contacto facilitado por don Epifanio Vargas en Madrid; allí se une a Santiago López Fisterra, un narcotraficante que pilota lanchas planeadoras para introducir la droga que trae de Marruecos conchabado con un militar de ese país. La policía española sigue su pista y acaba por detenerla. 
En prisión, conoce a Patricia O'Farrel, con quien inicia una relación amistosa dentro de la cárcel de El Puerto de Santa María. Cuando salen, inician un negocio de drogas que prospera y le proporciona poder, respeto y dinero. Teresa Mendoza después vuelve a México para enfrentarse a su pasado.

## Datos de interés
Para escribir esta novela Pérez-Reverte se documentó, entre otras maneras como conociendo a narcotraficantes mexicanos, viviendo en primera persona la persecución de las lanchas, dado que la Reina del Sur es famosa por ser contrabandista en el estrecho, lo que él llama "noches de caza", por parte de los agentes del SIVE Sistema Integrado de Vigilancia Exterior.
En 2008, el periodista Julio Scherer García publicó un libro llamado 'La Reina del Pacífico: Es la hora de contar', donde se incluye una declaración de Ávila Beltrán sobre el personaje de Pérez-Reverte. Más tarde, en 2020, Pérez-Reverte escribió un artículo titulado 'Esas Reinas del Sur chungas', que apareció en la revista 'XL Semanal' y en la web Zenda Libros
Otra teoría (negada por Reverte) comenta que la vida real que inspiró la novela es Sandra Ávila Beltrán, conocida como la Reina del Pacífico, famosa por ser una de las primeras mujeres narcotraficantes en alcanzar el nivel de capo en los cárteles mexicanos (un lugar usualmente reservado para los hombres). Esta teoría también afirma que la inspiración para esta novela le vino al escuchar los corridos de Los Tigres del Norte en particular "Contrabando y traición". Los Tigres del Norte correspondieron creando un corrido titulado La reina del sur, basado en la novela, que más tarde versionaron Los Cuates de Sinaloa para la entrada de la telenovela de Telemundo en colaboración con Antena 3, La reina del sur.

## Adaptaciones
- Telemundo coprodujo la adaptación La Reina del Sur junto con Antena 3. Grabada en Colombia, EUA, México y España, la telenovela salió al aire el 14 de marzo de 2011, protagonizada por Kate del Castillo en el personaje de Teresa Mendoza.[6][7] El primer capítulo fue el estreno más visto en Telemundo en toda su historia.[8][7]
- En 2015 USA Network empezó la producción de una serie en inglés basada en la novela, a estrenarse en 2016.[9]

## En la música
En la canción "Barrio symphony" de Mitsuruggy del disco "La luz" aparece mencionada Teresa Mendoza. En el LP encontramos también referencias a la cultura mexicana. Posteriormente, en el año 2023, también la cantante española La Zowi, publicó su segundo álbum titulado La Reina Del Sur. 